# Japanische Poesie

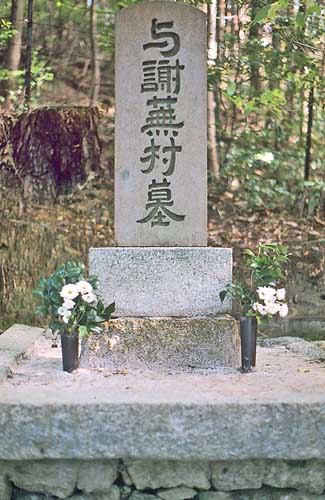
Grab des japanischen Poeten Yosa Buson

Die außerhalb Japans bekanntesten Formen japanischer Poesie sind Haiku und Senryū. Die klassische Form in Japan ist aber eher Waka. Viele Werke in Japan wurden auch in chinesischer Sprache verfasst, so dass man genauer von „japanischsprachiger Poesie“ sprechen sollte. Zum Beispiel werden in dem Epos Genji Monogatari beide Arten der Poesie häufig erwähnt. Als japanische Dichter erstmals mit chinesischer Poesie in Kontakt kamen, war gerade die Blütezeit der Tang-Dynastie und die japanischen Dichter waren von der chinesischen Kultur fasziniert. Es dauerte mehrere Hundert Jahre, um den chinesischen Einfluss zu verdauen, ihn in die japanische Kultur zu integrieren und sie mit der eigenen literarischen Kultur in japanischer Sprache zu vereinigen. Damit begann die Entwicklung einer Vielzahl eigenständiger japanischer Formen. Waka und Kanshi, chinesische Poesie, die japanische Werke in manchmal verstümmeltem Chinesisch enthielt, waren zwei Pfeiler der japanischen Poesie. Aus diesen entwickelten sich andere Formen wie Renga, Haiku oder Senryū.
Ein neuer Trend kam Mitte des 19. Jahrhunderts auf. Seitdem sind die wichtigen Formen Tanka (ein neuer Name für Waka), Haiku und Shi.
Heute können die Hauptformen der japanischen Poesie in experimentelle Poesie und Poesie, die die traditionellen Wege wiederzubeleben sucht, unterschieden werden. Dichter, die in den Formen Tanka, Haiku oder Shi schreiben, bewegen sich auf verschiedenen Ebene und schreiben selten Gedichte außerhalb der von ihnen gewählten Form. Dies trifft nicht auf einige wenige aktive Dichter zu, die nach Zusammenarbeit mit Vertretern anderer Genres streben.
Wichtige historische japanische Gedichtsammlungen sind Man'yōshu, Kokin-wakashū und Shinkokin-wakashū.

## Altertum

### Gedichte imKojikiundNihonshoki
Bevor koreanische Gelehrte im 6. Jahrhundert klassische chinesische Texte nach Japan brachten, war Japanisch nur eine gesprochene Sprache. Das älteste überlieferte Werk der japanischen Literatur ist das Kojiki aus dem 8. Jahrhundert, in dem Ō no Yasumaro japanische Mythologie und Geschichte niederschrieb, so wie sie ihm von Hieda no Are berichtet wurde, der wiederum bezog sein Wissen von seinen Ahnen. Vieles aus der Poesie im Kojiki ist möglicherweise aus Zeiten überliefert worden, in denen Japan keine Schrift kannte.
Das Nihonshoki, das älteste Geschichtswerk Japans wurde zwei Jahre nach dem Kojiki fertiggestellt und enthält auch zahlreiche Gedichte. Diese sind meist nicht besonders lang und folgten keiner bestimmten Form. Das erste Gedicht, das in beiden Werken dokumentiert ist, wird einem Kami namens Susanoo (須佐之男), dem jüngeren Bruder von Amaterasu, zugeschrieben. Als er die Prinzessin Kushinada aus der Provinz Izumo heiratete, schuf der Kami ein Uta oder Waka, ein Gedicht:
八雲立つ　出雲八重垣　妻籠みに　八重垣作る　その八重垣を
Yakumo tatsu / Izumo yagegaki / Tsuma-gomini / Yaegaki tsukuru / Sono yaegaki wo
Im reichbewölkten Idzumo, / einen achtfachen Zaun, / Dass drin die Gattin Aufnahme finde, / Einen achtfachen Zaun mache ich. / Oh, über den achtfachen Zaun!
Dies ist das älteste Waka (Gedicht in japanischer, nicht chinesischer Sprache), daher wird der Poesie später die Gründung durch einen Kami, somit göttlicher Ursprung zugeschrieben.
Die zwei Bücher enthalten zahlreiche gleiche oder ähnliche Stücke, aber das Nihonshoki enthält auch einige jüngeren Datums, da es auch spätere Ereignisse bis hin zur Regentschaft des Kaisers Temmu behandelt. Die Themen der Waka in den beiden Büchern sind vielfältig, von Liebe, Sorge, Satire, Kriegsgeschrei, Siege im Krieg, Rätsel usw. Die meisten dieser Werke werden als „Werke des Volkes“ angesehen, obwohl einige bestimmten Autoren zugeschrieben werden. Viele Werke im Kojiki waren jedoch anonym. Einige wurden Kami, Kaisern oder Kaiserinnen, Adeligen, Generälen, aber auch Personen aus dem gemeinen Volk, manchmal sogar Feinden des Hofes zugeschrieben.

### Frühe Manyoshu-Dichter (Band I-III)
Die erste Anthologie von Waka ist das 20-bändige Man’yōshū. Es wurde möglicherweise in der frühen Heian-Zeit beendet und vereint zahlreiche ältere Werke. Die Folge seiner Abschnitte ist grob chronologisch. Die meisten Werke des Man’yōshū folgen einer festen Form, die heute als Chōka und Tanka bezeichnet werden. Den frühesten Werken, besonders in Band I, fehlt eine solche feste Form und diese werden dem Kaiser Yūryaku zugeschrieben.
Das Man’yōshū beginnt mit einem Waka ohne feste Form, dieses ist gleichzeitig ein Liebesgedicht für ein unbekanntes Mädchen, das der Dichter durch Zufall trifft und ein rituelles Lied, das die Schönheit des Landes preist. Es ist wert, einem Kaiser zugeschrieben zu werden und gehört auch heute noch zum Hofritual.
Die drei ersten Abschnitte enthalten größtenteils die Werke von Dichtern von der Mitte des 7. Jahrhunderts bis zum frühen 8. Jahrhundert. Wichtige Poeten dieser Zeit waren Nukata no Ōkimi und Kakinomoto Hitomaro. Kakinomoto Hitomaro war nicht nur der größte Dichter seiner Zeit und einer der bedeutendsten im Man’yōshū, er gilt als einer der bedeutendsten Dichter der japanischen Literatur überhaupt.

### Chinesische Einflüsse
Chinesische Literatur wurde im 7. Jahrhundert nach Japan eingeführt. Es dauerte fast ein halbes Jahrhundert, bevor sie Einfluss auf die japanische Literatur gewann. Am Hofe des Kaisers Temmu machten einige Adelige Versuche, chinesische Poesie zu rezitieren. Das Beherrschen der chinesischen Sprache und Schrift war ein Zeichen von hoher Bildung und die meisten ranghohen Höflinge schrieben Poesie in chinesischer Sprache. Später wurden diese Werke im Kaifūsō, einer der frühesten Anthologien in Japan aus der frühen Heian-Zeit, gesammelt. Dank dieses Buches ist zum Beispiel das Todesgedicht von Prinz Otsu bis heute erhalten.

### Dichter der Nara-Zeit
Im Jahre 710 zog die japanische Hauptstadt von Fujiwara-kyō (heute Asuka) nach Heijō-kyō (heute Nara) um und die Nara-Zeit (710–794) begann. Es war die Zeit, in der der chinesische Einfluss seinen Höhepunkt erreichte. Der Tempel Tōdai-ji wurde gegründet und der dortige Große Buddha auf Order des Shōmu-tennō geschaffen.
Die bedeutenden Waka-Dichter dieser Zeit waren Ōtomo no Tabito, Yamanoue no Okura und Yamabe no Akahito. Das Man’yōshū nahm von dieser Zeit auch einige Dichterinnen auf, die vorwiegend Liebesgedichte schrieben. Die Dichter des Man’yōshū waren Aristokraten, die in Nara geboren waren, manchmal aber auch als Beamte des Kaisers in anderen Provinzen lebten oder diese bereisten. Diese Dichter schrieben ihre Reiseeindrücke nieder und drückten ihre Gefühle für Geliebte oder Kinder aus. Manchmal kritisieren sie auch das politische Versagen der Regierung oder Tyrannei von lokalen Beamten. Yamanoue no Okura schrieb das Chōka, „Ein Dialog zweier armer Männer“ (貧窮問答歌, Hinkyū mondōka); in diesem Gedicht beklagen zwei arme Männer ihr hartes Leben in Armut. Ein Hanka daraus lautet:
世の中を憂しとやさしとおもへども飛び立ちかねつ鳥にしあらねば
Yononaka wo / Ushi to yasashi to / Omoe domo / Tobitachi kanetsu / Tori ni shi arane ba
Ich fühle das Leben ist / sorgenvoll und unerträglich / jedoch / kann ich nicht entfliehen / da ich kein Vogel bin.
Das Man’yōshū enthält nicht nur Gedichte von Aristokraten, sondern auch einige von namenlosen gewöhnlichen Menschen. Diese Gedichte werden Yomibito shirazu genannt, Gedichte deren Autor unbekannt ist. Unter ihnen tritt ein spezieller Stil von Waka auf, genannt Azuma-uta (Waka im östlichen Dialekt). Azuma (Osten) bezeichnete damals die Region Kantō, gelegentlich auch noch die Region Tōhoku. Diese Gedichte hatten einen ländlichen Charakter. Es gab unter ihnen einen speziellen Stil, Sakimori-uta (Soldaten-Waka), dies waren hauptsächlich Gedichte, die eingezogene Soldaten anlässlich des Verlassens ihres Heimes verfassten. Diese Soldaten wurden in den östlichen Provinzen ausgehoben und verpflichtet, für mehrere Jahre Wachdienst in Kyushu zu leisten.

### Waka in der frühen Heian-Zeit
Man nimmt an, dass das Manyoshu seine endgültige Form, wie wir sie heute kennen, bereits sehr früh in der Heian-Zeit bekam. Es gibt gute Gründe anzunehmen, dass Ōtomo no Yakamochi der Herausgeber der Endfassung war, einige Dokumente behaupten jedoch, dass zum Ende der Heian-Zeit noch Veränderungen durch andere Dichter wie Sugawara no Michizane erfolgten.
Obwohl der Zeitgeschmack damals stark zu chinesischer Poesie tendierte, waren auch einige bedeutende Waka-Dichter in der frühen Heian-Zeit aktiv, einschließlich der so genannten „Sechs besten Waka-Dichter“.

### Der Höhepunkt des Kanshi

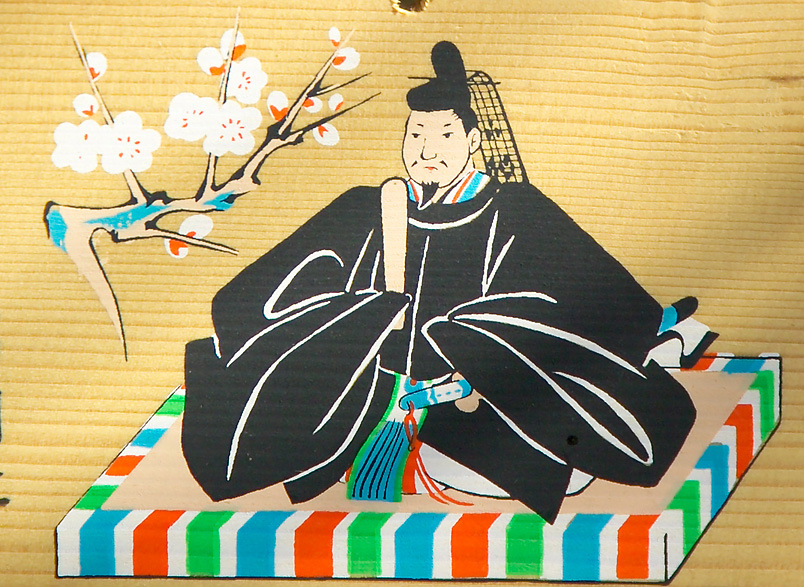
Sugawara no Michizane wird als Kami der Gelehrsamkeit verehrt. Ema aus einem Shintō-Schrein.

In der frühen Heian-Zeit war die Chinesische Poesie oder Kanshi (漢詩, Chinesische Poesie) der populärste Stil unter Japans Aristokraten. Einige Dichter wie Kūkai studierten in China und beherrschten die chinesische Sprache fließend. Andere, wie Sugawara no Michizane, waren in Japan aufgewachsen, aber verstanden Chinesisch ebenfalls gut. Wenn sie ausländische Diplomaten empfingen, kommunizierten sie mit ihnen nicht mündlich, sondern in Schriftform mit chinesischen Schriftzeichen (Kanji). In dieser Zeit erreichte die chinesische Poesie in Japan ihren Höhepunkt. Große chinesische Dichter der Tang-Dynastie wie Li Po waren ihre Zeitgenossen. Die Werke bedeutender chinesischer Dichter waren sehr gut bekannt, einige Japaner, die zum Studium oder in diplomatischen Aufträgen nach China reisten, machten auch ihre persönliche Bekanntschaft. Die populärsten Stile der Kanshi waren 5 oder 7 Silben in 4 oder 8 Zeilen. Die Regeln des Reimes waren sehr strikt. Die japanischen Dichter eigneten sich diese Regeln an und schrieben selbst zahlreiche gute Gedichte. Manchmal machten sie auch lange Gedichte mit Zeilen von 5 oder 7 Silben, diese wurden in Gesangsform rezitiert und dann als Shigin (詩吟) bezeichnet – eine Praxis, die bis heute bekannt ist.
Kaiser Saga selbst schrieb Kanshi. Er ordnete die Zusammenstellung von drei Kanshi-Anthologien an. Diese waren die ersten der „kaiserlichen Anthologien“, deren Tradition bis in die Muromachi-Zeit fortgesetzt wurde.

### Kokinshu
In der Mitte der Heian-Zeit erfuhr das Waka eine Neubelebung durch die Zusammenstellung des Kokin-wakashū (古今(和歌)集 kokin (waka)shū, „Sammlung alter und moderner Gedichte“). Es wurde auf Order des Kaisers Daigo zusammengestellt. Etwa 1000 Waka, hauptsächlich aus der späten Nara-Zeit bis zu zeitgenössischen Werken wurden von fünf Dichtern am Hof zusammengestellt. Einer von ihnen war Ki no Tsurayuki, der für die Sammlung das „Vorwort in Kana“ (Kanajo) schrieb.
Dieses Vorwort zum Kokinshu war das zweitälteste Werk von Literaturtheorie und -kritik in Japan. Älter ist nur Kūkais Literaturtheorie. Während Kūkais Theorie wenig Einfluss erlangte, schrieb das Kokinshu die Typen des Waka fest und damit auch andere Genres, die sich später aus Waka entwickelten.
Die Sammlung besteht aus zwanzig Teilen und bezieht sich damit auf ältere Modelle wie das Manyoshu und verschiedene chinesische Anthologien. Die Aufteilung der Themen unterscheidet sich jedoch von allen diesen früheren Sammlungen. Sie wurde von allen späteren offiziellen Gedichtsammlungen übernommen, obgleich einige Sammlungen, wie Kin'yōshū und shikashū sich auf 10 Teile beschränkten. Die Teile 1–6 befassen sich mit den vier Jahreszeiten, gefolgt von Glückwünschen, Abschieds- und Reisegedichten. Die letzten zehn Sektionen umfassen Gedichte über die 'Namen von Dingen', Liebe, Trauer, Gedichte zu verschiedenen Gelegenheiten, verschiedene Gedichte und schließlich traditionelle und zeremonielle Gedichte des kaiserlichen „Büros für Poesie“.
Die Herausgeber stellten zu jedem Gedicht, soweit bekannt, den Autor und das Thema (題 dai) oder die Quelle der Inspiration. Wichtige Dichter des kokinshū sind neben den Herausgebern selbst Ariwara no Narihira, Ono no Komachi, Henjō und Fujiwara no Okikaze. In irgendeine der kaiserlichen Anthologien Aufnahme zu finden, besonders aber ins Kokinshū, galt als große Ehre.
Das Kokinshū ist die erste der nijūichidaishū (二十一大集), die 21 Sammlungen japanischer Poesie zusammengestellt auf kaiserliche Anordnung. Es war die einflussreichste Umsetzung der Ideen der Poesie seiner Zeit und diktierte die Form der japanischen Poesie bis ins späte 19. Jahrhundert hinein. Die vorherrschende Rolle von Gedichten über die Jahreszeiten, die erstmals im kokinshū auftritt, setzt sich in der Tradition der Haiku bis heute fort. Die Idee, sowohl alte als auch neue Gedichte aufzunehmen, war eine andere wichtige Innovation, die später von vielen Prosa- und Versammlungen aufgenommen wurde. Die Gedichte waren chronologisch geordnet, die Liebesgedichte folgten zum Beispiel dem Fortschritt einer höfischen Liebesaffaire. Dieser Bezug eines Gedichtes auf das Nächste weist diese Anthologie als Ahne der Tradition von Kettengedichten, Renga und Haikai aus.

### Kaiserliche Anthologien
Nach dem Shin Kokinshū, das von Kaiser Go-Toba in Auftrag gegeben und ediert wurde, folgten weitere acht Anthologien auf kaiserliche Anordnung. Diese geben den Geschmack der Aristokraten wieder und wurden in der jeweiligen Zeit ihres Erscheinens als „Ideal“ eines Waka angesehen.

## Vom späten Altertum bis zum Mittelalter
Waka im Leben der Kuge
In alten Zeiten war es Brauch, Waka anstatt Briefen in Prosaform auszutauschen. Manchmal wurden improvisierte Waka auch in der alltäglichen Kommunikation des hohen Adels verwendet. Besonders der Austausch von Waka zwischen Liebenden war üblich. Dieser Brauch wird auch dadurch verdeutlicht, dass 5 der 20 Bände des Kokinshū Liebes-Waka sammelten. In der Heian-Zeit tauschten die Liebenden am Morgen Waka aus, wenn sie beim Haus der Frau Abschied nahmen. Diese Waka wurden Kinuginu (後朝) genannt, da der Hintergedanke war, dass der Mann bei seiner Geliebten verweilen wollte und er, als die Sonne aufging, fast keine Zeit hatte, seine Kleider in Ordnung zu bringen, die anstelle seiner Matte auf dem Boden ausgelegt waren, wie es zu dieser Zeit Brauch war. Bald wurde das Schreiben und Rezitieren von Waka fester Teil des aristokratischen Kultur. Man rezitierte oft ein geeignetes Waka, um in einer Situation etwas Bestimmtes auszudrücken. Im Kopfkissenbuch ist geschrieben, dass eine Gemahlin des Kaisers Murakami über 1000 Waka des Kokinshū samt ihren Beschreibungen auswendig kannte.
Uta-ai, zeremonielle Waka-Rezitations-Wettbewerbe, kamen in der Mitte der Heian-Zeit auf. Der Brauch begann während der Regentschaft von Kaiser Uda, dem Vater von Kaiser Daigo, der das Kokinshū zusammenstellen ließ. Es war ein „Mannschaftswettkampf“ zu vorgegebenen Themen, die in ähnlicher Art wie die Themenkreise des Kokinshū gruppiert waren. Vertreter jedes Teams rezitierten ein Waka entsprechend ihrem vorgegebenen Thema und der Gewinner der Runde erhielt einen Punkt. Die Mannschaft mit dem höchsten Gesamtergebnis gewann den Wettkampf. Sowohl das Siegerteam als auch der beste Poet erhielten einen Preis. Das Abhalten von Uta-ai war teuer und daher nur dem Kaiser und sehr hochrangigen Kuge möglich.
Das Ausmaß dieser Wettbewerbe wuchs – bald wurden Uta-ai mit Hunderten von Runden ausgetragen. Sie motivierten zwar die Verfeinerung der Waka-Technik, machen es aber gleichzeitige formalistisch und verkünstelt. Man verlangte von den Dichtern Frühlings-Waka im Winter oder Liebes- und Trauergedichte ohne jeglichen Bezug zur Realität.